# Amastus rosenbergi
Amastus rosenbergi là một loài bướm đêm thuộc phân họ Arctiinae, họ Erebidae.